# Woman in Love
Woman in Love è un popolare brano musicale del 1980 cantato da Barbra Streisand ed estratto come singolo dall'album Guilty. La canzone è stata scritta da Barry e Robin Gibb dei Bee Gees.

## Descrizione
Dopo l'enorme successo ottenuto dai Bee Gees nel corso degli anni settanta, la partecipazione del gruppo nel lavoro di altri artisti diventò particolarmente ricercata. Fu la Streisand in persona a chiedere a Barry Gibb di scrivere un album per lei, e così nacque Guilty, di cui Woman in Love fu il primo singolo. Il brano diventò uno dei più grandi successi dell'artista statunitense, oltre che uno dei suoi lavori più rappresentativi. Il singolo rimase per tre settimane al vertice della Billboard Hot 100, diventando il quinto singolo della Streisand ad arrivare in vetta alla prestigiosa classifica, oltre a rimanere per cinque settimane al numero uno della Hot Adult Contemporary Tracks. Il singolo raggiunse la vetta anche di molte altre classifiche in tutto il mondo ed in Francia è stato il disco più venduto dell'anno con oltre un milione di copie.
Nel corso del brano, la Streisand mantiene una nota per oltre dieci secondi, nel momento in cui canta i versi: "I stumble and fall / But I give you it all" (la parola "all" è la nota mantenuta per più di dieci secondi). Casey Kasem dichiarò in una trasmissione del programma radiofonico American Top 40 che si trattava della nota più "lunga" mai tenuta da una cantante in una canzone al primo posto, anche se in realtà non si sa se tale affermazione fosse il frutto di una mera considerazione personale o effettivamente un dato di fatto.

## Cover
Nel corso degli anni numerosi artisti si sono esibiti, o hanno registrato, una cover di questo brano. Fra le versioni più significative di Woman in Love vanno ricordate almeno quella dei Bee Gees, eseguita dal vivo al Live By Request, e quella di Liz McClarnon delle Atomic Kitten, che rappresentò il suo singolo di debutto nel 2006. Altre celebri cover del brano sono state eseguite da Anna Vissi nel 1980, da Mireille Mathieu nel 1981, da Iva Zanicchi nel 1991, da CoCo Lee nel 1995, dai The Bluetones nel 2002, da Gennaro Cosmo Parlato nell'album Remainders e da Filippa Giordano sempre nel 2006.

## Tracce
Lato A: Woman in Love - 3:48

Lato B: Run Wild - 4:05

## Classifiche

### Classifiche settimanali
| Classifica (1980/81)             | Posizione massima |
| -------------------------------- | ----------------- |
| Australia                        | 1                 |
| Austria                          | 1                 |
| Belgio (Fiandre)                 | 1                 |
| Canada                           | 1                 |
| Europa                           | 1                 |
| Finlandia                        | 1                 |
| Francia                          | 1                 |
| Germania                         | 1                 |
| Irlanda                          | 1                 |
| Italia                           | 1                 |
| Norvegia                         | 1                 |
| Nuova Zelanda                    | 2                 |
| Paesi Bassi                      | 1                 |
| Regno Unito                      | 1                 |
| Spagna                           | 1                 |
| Stati Uniti                      | 1                 |
| Stati Uniti (adult contemporary) | 1                 |
| Sudafrica                        | 1                 |
| Svezia                           | 1                 |
| Svizzera                         | 1                 |

### Classifiche di fine anno
| Classifica (1980) | Posizione |
| ----------------- | --------- |
| Australia         | 21        |
| Belgio (Fiandre)  | 6         |
| Francia           | 1         |
| Paesi Bassi       | 1         |
| Regno Unito       | 2         |
| Sudafrica         | 2         |
| Svizzera          | 12        |
| Classifica (1981) | Posizione |
| Germania          | 32        |
| Italia            | 3         |
| Spagna            | 11        |
| Stati Uniti       | 29        |